# Arte románico de Andorra

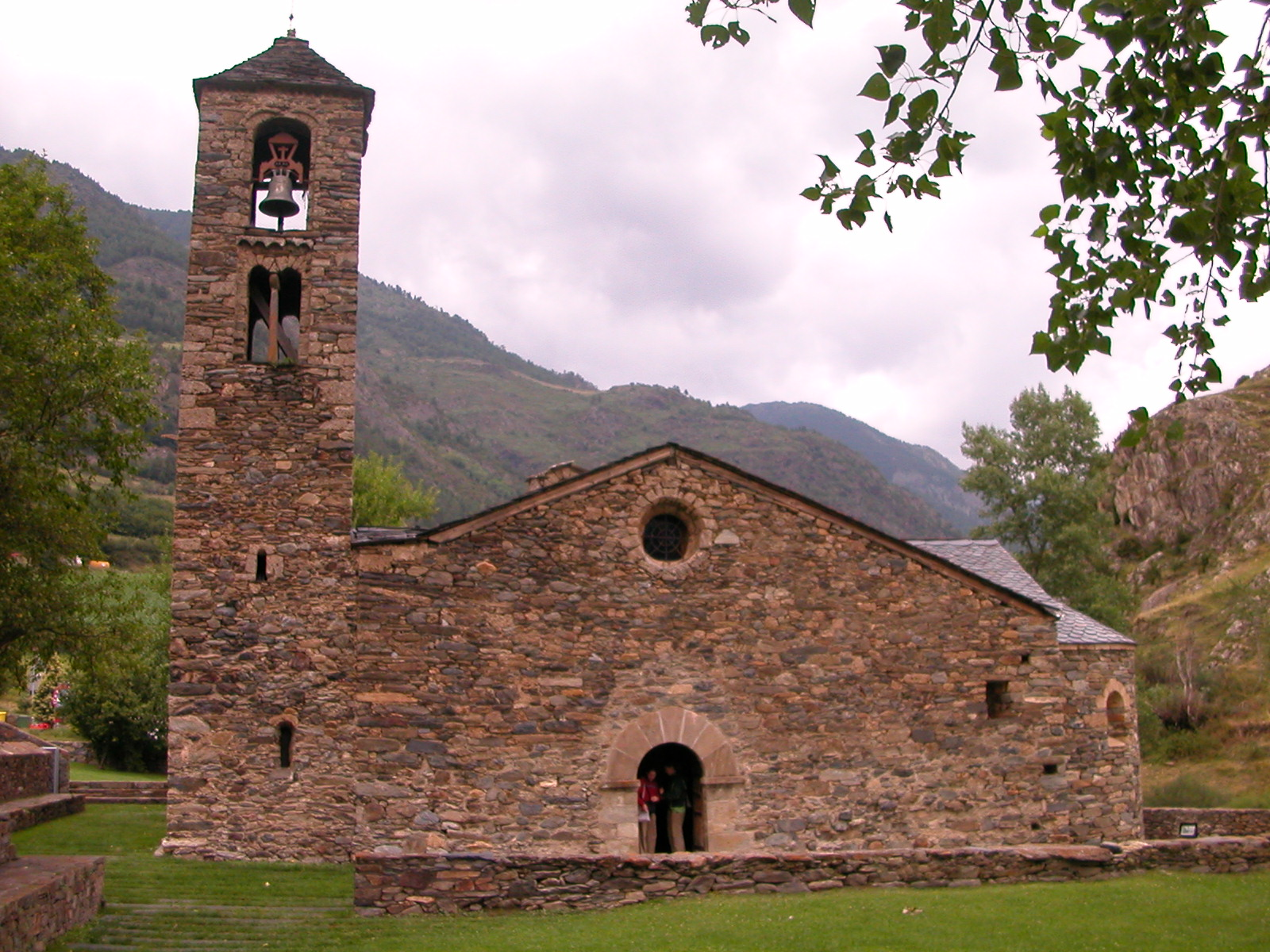
Iglesia de San Martín de la Cortinada, Ordino, Andorra.

El arte románico andorrano es el estilo artístico más destacado del Principado de Andorra. Considerado una prolongación del arte románico catalán, se caracteriza por un extenso legado que se ha conservado hasta nuestros días en los campos de la arquitectura religiosa y civil, además de en imágenes y pinturas. 
No existen referencias históricas muy precisas que sirvan para datar los monumentos románicos andorranos. Estilísticamente, puede considerarse que las construcciones comenzaron a finales del siglo VIII y continuaron hasta el siglo XIII. Una de las peculiaridades propias es que el estilo perdura en Andorra más tiempo que en otros lugares de Europa, ocupando parte del período correspondiente al arte gótico. 
Existen en Andorra más de 50 monumentos románicos catalogados. Debido a su aislamiento y a la falta de conflictos en la historia de Andorra, el transcurso del tiempo ha respetado las construcciones y solamente en casos contados encontramos iglesias o templos derruidos. Además de ello, los andorranos han valorado tradicionalmente la conservación de su herencia histórica, tal como queda reflejado en la máxima 21 del Manual Digest:

«Conservar las antigüedades lo mejor posible, y si algunas nos parecen ridículas, pensar que es porque no sabemos penetrar a fondo en su más íntima significación»

.
La arquitectura románica andorrana se caracteriza per la utilización de piedra de pizarra. Los muros y las torres son de láminas de piedra superpuestas; por el contrario, se utiliza poco el ladrillo y la piedra tallada. Mayoritariamente se trata de iglesias de pequeñas dimensiones. Destacan los campanarios lombardos de planta cuadrada con ventanas geminadas y arcos ciegos. Otros ejemplos de arquitectura civil románica son algunos puentes tendidos sobre el río Valira y casas que mantienen el estilo medieval, como la Casa de la Vall o el conjunto de Les Bons.
En los templos románicos del país se encuentran, con cierta frecuencia, pinturas murales medievales y tallas en madera policromada representando vírgenes y cristos. La pintura en madera de mayor antigüedad es un retablo de altas localizado en la iglesia primitiva de Encamp, y fechado en el siglo XIII. En ella se encuentra representado el Pantocrátor dentro de una orla y, a su alrededor, los símbolos de los cuatro evangelistas (tetramorfos). 
Existen media docena de figuras en madera policromada. La más famosa era la de la Virgen de Meritxell, la cual se perdió en un incendio en 1972, venerándose actualmente una reproducción. Otra obra de importancia es el Cristo en Majestad de la iglesia de Sant Joan de Caselles.
Las principales obras románicas son:
- Iglesias:
  - San Clemente de Pal (La Massana) (siglos XI-XII).
  - San Martín de la Cortinada (Ordino) (siglo XII).
  - San Miguel de Engolasters (Las Escaldas-Engordany) (siglo XII).
  - San Román de Les Bons (Encamp) (siglos XI-{{siglo|XII{{siglo|).
  - San Sernín de Nagol (San Julián de Loria) (siglo XI).
  - Santa Coloma (Andorra la Vieja) (siglos IX-X).
- Puentes:
  - Puente de la Margineda (Andorra la Vieja).
  - Pont de Sant Antoni de la Grella (La Massana).
  - Puente de las Escaldas-Engordany.
  - Pont dels Escalls (Las Escaldas-Engordany).

El Museo de Maquetas de Arte Románico, en Les Escaldes, acoge 30 miniaturas a escala de los edificios románicos más importantes del Principado.